# Leavenworth, Kansas
Leavenworth là một thành phố thuộc quận Leavenworth, tiểu bang Kansas, Hoa Kỳ. Năm 2010, dân số của xã này là 35251 người.

## Dân số
Dân số các năm:
- Năm 2000: 35420 người
- Năm 2010: 35251 người